# Ernesto Di Fresco
Ernesto Di Fresco (Palermo, 28 gennaio 1929 – Palermo, 16 novembre 2002) è stato un imprenditore e politico italiano.

## Biografia
Laureato in giurisprudenza e proprietario di varie sale cinematografiche palermitane tra le quali il Trionfale poi Igiea Lido ed il Tiffany, nel 1970 fonda la Diva Cinematografica, con la quale produsse un solo film, il thriller psicologico Un gioco per Eveline, diretto da Marcello Avallone, che sarà distribuito soltanto due anni più tardi.
Dopo le prime esperienze giovanili alla fine degli anni '40, che ha maturato nel movimento indipendentista siciliano di Andrea Finocchiaro Aprile (è stato segretario della sezione giovanile), è eletto consigliere comunale di Palermo con il partito monarchico. Nel 1956 entra nelle file della Democrazia Cristiana grazie anche a Salvo Lima, suo amico e compagno di scuola, all'epoca esponente della corrente fanfaniana in Sicilia prima di passare a quella andreottiana. Di Fresco rimane sempre nella corrente fanfaniana vicino al deputato Giovanni Gioia, ricoprendo per vari anni le cariche di consigliere comunale, assessore al patrimonio e vice sindaco. Sono gli anni del Sacco di Palermo. 
Il 15 giugno 1975 è eletto consigliere alla Provincia di Palermo, ricoprendo la carica di assessore all'agricoltura e presidente dell'Amministrazione Provinciale. Riconfermato consigliere provinciale nel 1980, torna presidente fino al 1981.
Il 24 novembre 1982 è arrestato per corruzione mentre era assessore provinciale all'agricoltura e ne uscirà assolto. 
Nel marzo 1983 subentra alla Camera dei deputati quale primo dei non eletti in seguito al decesso del deputato Giovanni Matta.
Alle politiche del giugno 1983 Ciriaco De Mita blocca la sua ricandidatura, eallora Di Fresco si candida alla Camera dei deputati per la lista "Lista per Trieste", non risultando eletto. Il 30 settembre 1984 fonda a Palermo il partito "Unione Popolare Siciliana", UPS. Il 16 giugno 1991, candidatosi all'Assemblea Regionale Siciliana, non viene eletto: la lista prende 16.500 voti nel collegio di Palermo.